# 57 Ursae Majoris
57 Ursae Majoris är en vit stjärna i huvudserien i stjärnbilden Stora björnen. Stjärnan har visuell magnitud +5,34 och är synlig för blotta ögat vid god seeing. Den ligger på ett avstånd av ungefär 210 ljusår.